# Flagge der Dominikanischen Republik
Die Flagge der Dominikanischen Republik zeigt ein weißes Kreuz vor einem Blau-Rot Geviert, im Zentrum des weißen Kreuzes trägt sie das Wappen der Dominikanischen Republik. 
Sie stammt von der Flagge der geheimen revolutionären Gesellschaft La Trinitaria ab. Diese 1838 von Juan Pablo Duarte gebildete und geführte Gesellschaft befreite die Dominikanische Republik von der Herrschaft Haitis.
Trotz des Krieges gegen den Nachbarn nahm Duarte die damalige blau-rote Flagge Haitis als Vorbild für seine Freiheitsflagge, deren Farben wiederum von der französischen Trikolore abgeleitet waren.
Duarte legte den Farben folgende Symbolik zu Grunde:
- Rot symbolisiert das Blut des Volkes, das im Kampf vergossen wurde
- Blau steht für die immerwährende Freiheit
- Das weiße Kreuz, in Anlehnung an den Trinitarier-Orden, steht für die Opfer der Bevölkerung während des Freiheitskampfes

Später wurde diese Freiheitsflagge geändert und erhielt ein durchgehendes Kreuz. Am 6. November 1844 wurde schließlich die blauen und roten Rechtecke am fliegenden Ende ausgewechselt und das heutige Design offiziell festgelegt. Nach einer weiteren Phase spanischer Herrschaft wurde die Flagge am 14. September 1863 wiederhergestellt.
Die Proportionen der Flagge sind nicht näher spezifiziert, die Angaben variieren zwischen 2:3, 5:8 und 15:23, sie liegen deshalb alle etwa bei 2:3.

Handelsflagge zur See Seitenverhältnis ca. 2:3
Seekriegsflagge Seitenverhältnis 1:2
Gösch
Historische Flagge bis 1844

## Trivia
- Die Flagge der Dominikanischen Republik ist die einzige Nationalflagge, auf der eine Bibel abgebildet ist.
- Die Flagge des Saarlandes von 1947 bis 1956 basierte ebenfalls auf der französischen Trikolore und wies starke Ähnlichkeiten zur historischen Flagge bis 1844 auf.